# 銀河テレビ小説
『銀河テレビ小説』（ぎんがテレビしょうせつ）は、NHK総合テレビジョンの夜の帯ドラマ番組である。なお、本番組の前身である『銀河ドラマ』についても記述する。

## 概要
朝の連続テレビ小説と並んで、ゴールデンタイムにもそれに匹敵する内容の番組を作ろうという趣旨で1969年4月に『銀河ドラマ』のタイトルでスタートした。放送時間は毎週月曜から金曜の21時 - 21時30分までだった。『銀河ドラマ』の極初期は1シリーズ5-10回程度の短編だったが、後期以後は概ね1シリーズ20回程度だった。
1972年4月には『銀河テレビ小説』と改題し、22時 - 22時15分まで、更に1974年からは『ニュースセンター9時』の後の21時40分 - 22時、1988年度前期（4月 - 9月）は22時20分 - 22時40分、同年度後期（1988年10月 - 1989年3月）は22時 - 22時20分に放送された（翌日日中に再放送）。1989年3月をもって終了した。
1969年は東京と大阪局で制作していたが、1970年2月2日放送開始の『赤ちゃん誕生』からは名古屋局も制作に加わった。この名古屋局も制作に関わったことにより、朝の『連続テレビ小説』に見られなかった名古屋・愛知を舞台にした作品も同局によって多数制作された。
又、番組本編が始まる前に、初期は10秒間、後期は5秒間のアイキャッチ（夜空をバックに流れ星が飛ぶ）が採用されていた。このタイトルと、名古屋などの地方発の作品の放送はのちに放送された『ドラマ新銀河』以後のプライム枠のドラマにも踏襲された。
当番組のカラー化についてだが、『銀河ドラマ』時代、開始当初はテレビ番組のカラー・モノクロの混在が多い時代で、この番組も、1970年度までは作品によるモノクロとカラーの混在があったが、1971年度にNHKが総合テレビの全国放送を全面カラー化する施策を行うことを受け、1971年3月22日放送開始の『続・針千本』からは全てカラー作品となった。
主なヒット作には、橋田壽賀子の脚本で新婚夫婦と同居する姑との対立を描いた『となりの芝生』（1976年）や、ビートたけしの少年期をドラマ化した『たけしくん、ハイ!』（1985年・1986年）、藤子不二雄（Ⓐ・F）の青春時代を描いた『まんが道』（1986年・1987年）などがある。

## 放送作品一覧

### 銀河ドラマ
|    | 作品名                 | 放送期間                  | 原作                     | 脚本       | 出演 |
| -- | ---------------------- | ------------------------- | ------------------------ | ---------- | --- |
| 1  | 一の糸                 | 1969年4月7日 - 4月18日    | 有吉佐和子               | 成沢昌茂   | 佐久間良子、佐藤慶、柳永二郎、沢村貞子、津川雅彦、茂山千太郎、中村メイコ、高田美和、波野久里子、菅井きん、浦辺粂子、清水元、野田睦美、高宮克弥、東山千栄子、辰巳柳太郎、（語り手・東山千栄子） |
| 2  | 天使の羽根             | 1969年4月21日 - 5月9日    | 藤沢桓夫                 | 土井行夫   | 長谷川明男、河津清三郎、大塚国夫、島かおり、新藤恵美、岩村百合子、高村和子、北村英三、島村昌子、初音礼子、石浜祐次郎、永田光男、下元年世、山本弘、原和子、原良子、高峰圭二、沢田トモ、吉田輝雄（語り手・牟田悌三） |
| 3  | 女優 わが道            | 1969年5月12日 - 5月30日   | 杉村春子                 | 小野田勇   | 林美智子、露口茂、賀原夏子、三木のり平、村松英子、三津田健、和崎俊哉、児玉清、小林昭二、八木昌子、北城真記子、赤木春恵、鈴木瑞穂、青山良彦、下川辰平、見明凡太郎、森塚敏、細川俊之、真山知子、武岡淳一、村田正雄、原幸子、上田みゆき、菅野忠彦、柳谷寛、北村和夫、西村晃                                                               |
| 4  | 速歩自源流             | 1969年6月2日 - 6月6日     | 楡一夫                   | 八住利雄   | フランキー堺、黒柳徹子、三上真一郎、赤座美代子、三崎千恵子、原泉、山崎猛、塚本信夫、吉田次昭、桧よしえ、進藤英太郎 |
| 5  | 極楽夫婦               | 1969年6月9日 - 6月20日    |                          | 茂木草介   | 南田洋子、金田龍之介、長谷川澄子、中井啓輔、万代峰子、花紀京、芦屋雁平、早崎文司、伊東亮英、由利京子、曽我廼家一二三、大川淳、堀内一市、山本弘、林家染三、森秀人、宮前ゆかり、伊村賢一郎、北林谷栄（語り手・森繁久弥） |
| 6  | 今日のいのち           | 1969年6月23日 - 7月4日    | 由起しげ子               | 石堂淑朗   | 山本学、片山真由美、高橋長英、岡田英次、中村伸郎、鳳八千代、三条美紀、玉川伊佐男、北川めぐみ、小山源喜、佐竹明夫、増田順司、折原啓子、川上夏代、小木宏子、根上淳、日高澄子 |
| 7  | 西陣模様               | 1969年7月7日 - 7月11日    | 邦光史郎                 | 高橋玄洋   | 加東大介、野川由美子、伊藤孝雄、福田公子、津島道子、西山辰夫、松岡与志雄、増田順司、桜田千枝子、海老江寛、高森和子、清水将夫（語り手・月原一夫） |
| 8  | ママに贈る大事件       | 1969年7月28日 - 8月1日    | クレイグ・ライス         | 土井行夫   | 左幸子、佐分利信、児玉清、雷門ケン坊、上原ゆかり、小松方正、常田富士男、柳沢真一、下川辰平、武藤章生、田代信子、野田睦美 |
| 9  | 真夏の日食             | 1969年8月4日 - 8月8日     | アンドリュー・ガーヴ     | 大津皓     | 芥川比呂志、香川京子、辰巳柳太郎、津川雅彦、結城美栄子、高林由紀子、伊東ひでみ、伊東潤一、清水将夫 |
| 10 | すばらしき罠           | 1969年8月11日 - 8月15日   | ウィリアム・ピアスン     | 林秀彦     | 伊丹十三、夏圭子、野添ひとみ、堀雄二、松下照夫、田島義文、狩野恵子、川久保潔、永井百合子、高桐真、井上和行、館敬介、斎藤英雄 |
| 11 | 結婚                   | 1969年8月18日 - 8月29日   | 遠藤周作                 | 筒井敬介   | 大出俊、由美かおる、垂水悟郎、馬淵晴子、木村俊恵、有島一郎、吉行和子、草野大悟、井上昭文、吉野敬子、山岸映子、下川辰平、由紀さおり、岸田今日子、細川ちか子、小林桂樹 |
| 12 | 父と娘の季節           | 1969年9月1日 - 9月12日    | 岩崎鐸                   | 須川栄三   | 中村俊一、高田美和、田村寿子、望月優子、江守徹、山田桂子、北村英三、北竜二、神田隆、岩田直二、ロバート・イアン・テーラー、夏目俊二、今福将雄、海老江寛、北見唯一、阿木五郎、津島恵子、信欣三 |
| 13 | 混戦模様               | 1969年9月15日 - 9月26日   |                          | 松木ひろし | 三橋達也、南田洋子、倍賞美津子、大坂志郎、吉永小百合、丘みつ子、馬淵晴子、富士真奈美、河原崎建三、松本留美、頭師孝雄、梅津栄、頭師佳孝、柳谷寛、原泉、下川辰平、穂積隆信、佐々木がん、ピンキーとキラーズ |
| 14 | 京の川                 | 1969年9月29日 - 10月31日  | 水上勉                   | 梅林貴久生 | 三田佳子、露口茂、西山嘉孝、荒木雅子、坂本和子、山村弘三、木村功、左時枝、夏目俊二、福田公子、坪内美詠子、蒲原まゆみ、永田光男、宮本信子、西山辰夫、中村信子、宮永佳代子、橋本晴子、溝田繁、蒲原さなみ、河原けい、杉野由加里、財津一郎、佐々木孝丸、土屋嘉男、高森和子、夏川静枝（語り手・渡辺美佐子）                                 |
| 15 | わが歌声の高ければ     | 1969年11月3日 - 11月28日  |                          | 小野田勇   | 坂本九、有島一郎、ハナ肇、水谷八重子、矢崎知紀、浜田光夫、光本幸子、黒柳徹子、奥村チヨ、三宅邦子、市村吉五郎、左とん平、亀井光代、松原貞夫、柳沢真一、小林昭二、井上昭文、菅井きん、小栗一也、市川祥之助、郡司良、江守徹、杉狂児、田浦正巳、村田吉次郎、穂積隆信、柳谷寛、逗子とんぼ、福島寿美子、川久保潔、東京二、東京太、浪花千栄子 |
| 16 | おしん                 | 1969年12月1日 - 12月12日  |                          | 茂木草介   | 乙羽信子、田武謙三、江原真二郎、八千草薫、伊東亮英、露口茂、横山道代、荒木雅子、鮎川十糸子、山田桂子、松岡与志雄、溝田繁、沢田トモ、山本弘、真鍋明子、島田順司（語り手・芥川隆行） |
| 17 | おやじ乾杯             | 1969年12月15日 - 12月19日 |                          | 花登筺     | 伴淳三郎、浦辺粂子、山田桂子、寺田路恵、岡崎友紀、杉山光宏、伊東亮英、山田幸生、長沢純、曽我廼家明蝶、萩本欽一、坂上二郎（語り手・フランキー堺） |
| 18 | あゝ笑魂               | 1969年12月22日 - 12月26日 | 田辺聖子                 | 藤本義一   | 藤岡琢也、若林映子、田武謙三、市川和子、西山嘉孝、初音礼子、夏目俊二、笑福亭歌楽、津島道子、三浦策郎、高田亘、楠年明、楠義孝、日高久 |
| 19 | 華燭                   | 1970年1月5日 - 1月9日     | 中山義秀                 | 山下与志一 | 森繁久彌、小林千登勢、宮口精二、入川保則、河原崎長一郎、宗方勝巳、山岸映子、赤木春恵、文野朋子、瀬川菊之丞、岸輝子 |
| 20 | 朱鷺の墓               | 1970年1月12日 - 1月30日   | 五木寛之                 | 高橋玄洋   | 浅丘ルリ子、高橋幸治、杉村春子、田村正和、小山田宗徳、辰巳柳太郎、寺田農、山本耕一、南原宏治 |
| 21 | 赤ちゃん誕生           | 1970年2月2日 - 2月13日    | 林房雄                   | 土井行夫   | 児玉清、水野久美、山茶花究 |
| 22 | めし                   | 1970年2月23日 - 3月6日    | 林芙美子                 | 田中澄江   | 司葉子、山内明、菊容子、高森和子、土屋嘉男、近藤正臣 |
| 23 | 針千本                 | 1970年4月6日 - 4月17日    | 平岩弓枝                 | 平岩弓枝   | 小沢栄太郎、淡島千景、川崎敬三、中村玉緒、鈴木光枝、浜畑賢吉、波乃久里子 |
| 24 | 古都憂愁               | 1970年4月20日 - 5月1日    | 川口松太郎               | 若城希伊子 | 佐分利信、月丘夢路、長谷川季子、野川由美子、川口晶、片岡仁左衛門、山田美也子 |
| 25 | 乱戦模様               | 1970年5月4日 - 5月15日    |                          | 松木ひろし | 三橋達也、白川由美、岡田真澄、倍賞美津子、奈美悦子 |
| 26 | どこかでなにかが       | 1970年5月18日 - 5月29日   |                          | 壺井栄     | 夏圭子、西尾三枝子、左時枝、勝呂誉、三ツ矢雄二、八木昌子 |
| 27 | 潮風の女               | 1970年6月1日 - 6月12日    |                          | 岡田光治   | 朝丘雪路、北村和夫、太地喜和子、殿山泰司、藤田佳子、片山明彦、賀原夏子 |
| 28 | 花のいのち             | 1970年6月15日 - 6月19日   | 立原正秋                 | 八住利雄   | 岡田茉莉子、芦田伸介 |
| 29 | 孔雀の道               | 1970年6月22日 - 6月26日   | 陳舜臣                   | 清水邦夫   | 村松英子、川津祐介、月丘夢路、日下武史 |
| 30 | 台所太平記             | 1970年6月29日 - 7月10日   | 谷崎潤一郎               | 松山善三   | 京マチ子、益田喜頓、藤間紫、長山藍子、石橋エータロー、吉沢京子 |
| 31 | 大風呂敷               | 1970年7月13日 - 7月17日   | 杉森久英                 | 杉山義法   | 寺尾聰、大原麗子、田辺靖雄、梓英子、長岡輝子、加藤武、馬淵晴子、殿山泰司、坪内ミキ子、御影京子、東京ぼん太、宇野重吉、曽我廼家一二三、広瀬昌助、中村竹弥、市川寿美礼 |
| 32 | 笑わぬ男               | 1970年7月20日 - 7月31日   | 渋谷天外                 | 土井行夫   | 藤木悠、岡本隆成、小松方正、中村鴈治郎、水野久美、高森和子、早崎文司、鳳八千代、山村弘三、武原英子、西山辰夫、御影京子、山茶花究、谷口完、清川新吾、髙田次郎、金田龍之介、大信田礼子、高桐真、伊原静江、藤山寛美、富士野章介、財津一郎                                                                                                 |
| 33 | 闇からの声             | 1970年8月3日 - 8月7日     | イーデン・フィルポッツ   | 宮本研     | 東野英治郎、水野久美、松枝錦治、大滝秀治、工藤房子、中北千枝子、東山千栄子 |
| 34 | 影の顔                 | 1970年8月10日 - 8月14日   | ボワロー＝ナルスジャック | 中沢昭二   | 二谷英明、久保菜穂子、夏目俊二、細川俊之 |
| 35 | 砂の城                 | 1970年8月17日 - 8月21日   | フレッド・カサック       | 倉本聰     | 目黒祐樹、松岡きっこ、藤村俊二、藤岡重慶 |
| 36 | 霧の壁                 | 1970年8月24日 - 8月28日   | フレデリック・ブラウン   | 石松愛弘   | 中山仁、北林早苗、勝部演之、加藤嘉 |
| 37 | 千鳥                   | 1970年8月31日 - 9月11日   | 吉屋信子                 | 若城希伊子 | 藤村志保、片岡孝夫、中畑道子、谷口完 |
| 38 | 魔の季節               | 1970年9月14日 - 9月25日   |                          | 橋田壽賀子 | 池内淳子、土屋嘉男、小山明子、池部良、雪代敬子 |
| 39 | 大番                   | 1970年9月28日 - 10月16日  | 獅子文六                 | 池田一朗   | 左とん平、林美智子、松山英太郎、芥川比呂志、うつみみどり、伴淳三郎、上月晃 |
| 40 | 一号車よ、走れ!        | 1970年10月19日 - 10月23日 |                          |            | 三橋達也、渡辺美佐子、田村亮、川地民夫、真屋順子 |
| 41 | 面影                   | 1970年10月26日 - 11月6日  | 芝木好子                 | 小幡欣治   | 岡田茉莉子、緒形拳、岡田英次、村松英子 |
| 42 | かえだま人生           | 1970年11月9日 - 11月20日  | 藤本義一                 |            | 長門裕之、野川由美子、殿山泰司、早崎文司 |
| 43 | 求む!人間              | 1970年11月23日 - 12月4日  | 西塔勉                   |            | 松山省二、河原崎建三、太地喜和子、富士真奈美 |
| 44 | 風来先生               | 1970年12月7日 - 12月18日  | 白川渥                   | 中島貞夫   | 大出俊、土田早苗、志村喬、東野孝彦、服部妙子 |
| 45 | 歳月                   | 1970年12月21日 - 12月25日 |                          |            | 樫山文枝、宇野重吉、緒形拳、加藤治子 |
| 46 | ふとどき千万           | 1971年1月4日 - 1月15日    | 松木ひろし               | 村上 慧    | 石坂浩二、西田佐知子、黒柳徹子、秋川リサ |
| 47 | 炎の旅路               | 1971年1月18日 - 2月5日    | 邦光史郎                 | 梅林貴久生 | 小山田宗徳、香山美子、佐々木孝丸、秋山千五郎 |
| 48 | 風の中の女             | 1971年2月8日 - 2月26日    |                          | 高橋玄洋   | 岩下志麻、佐藤慶、細川俊之、渡辺美佐子、大谷直子、村井国夫 |
| 49 | ゼロの焦点             | 1971年3月1日 - 3月19日    | 松本清張                 | 石堂淑朗   | 十朱幸代、露口茂、宇野重吉、長山藍子、下条正巳、奈良岡朋子、滝沢修 |
| 50 | 続・針千本             | 1971年3月22日 - 4月2日    |                          | 平岩弓枝   | 小沢栄太郎、松山政路、淡島千景、川崎敬三、鈴木光枝 |
| 51 | からすなぜ泣くの       | 1971年4月26日 - 5月7日    |                          | 橋田壽賀子 | 渥美清、倉野章子、森光子、前田吟 |
| 52 | 満開の時               | 1971年5月31日 - 6月4日    |                          | 茂木草介   | 美空ひばり、田村正和、乙羽信子、露口茂 |
| 53 | 現代騎士道             | 1971年6月28日 - 7月1日    | 三浦哲郎                 | 八木柊一郎 | 関口宏、菅原謙次、山本陽子、中村メイコ |
| 54 | 負けるが勝ち           | 1971年7月5日 - 7月16日    | 邦光史郎                 | 小田和生   | 東野孝彦、高森和子、城野ゆき、東野英治郎 |
| 55 | どじょうの唄           | 1971年7月19日 - 7月30日   |                          |            | 朝丘雪路、加東大介、江戸家猫八、千石規子 |
| 56 | 八つ墓村               | 1971年8月2日 - 8月6日     | 横溝正史                 | 小幡欣治   | 山本耕一、水野久美、柳川慶子、有吉ひとみ、飯田蝶子、小峰千代子、内田稔 |
| 57 | 夏の終わり             | 1971年8月16日 - 8月20日   | パトリック・クエシティン | 中井多津夫 | 長門裕之、渡辺美佐子、仲谷昇 |
| 58 | てんてこまい           | 1971年8月23日 - 9月3日    | 小林カツ代               | 須川栄三   | 樫山文枝、笠智衆、山本学、柴田侊彦 |
| 59 | あほんだれ一代         | 1971年9月6日 - 9月24日    |                          | 福田善之   | 清川虹子、藤田まこと、ハナ肇、佐藤慶、二木てるみ、近江俊輔、今福正雄、草野大悟、菅井一郎、日下武史、太田雅之、北原文枝、永久勲、中沢祥枝、山岸映子、林邦史朗、河野秋武、田村奈巳、下川辰平、西島悌四郎、太田博之、柳谷宏、あおい輝彦、小橋玲子、原田あけみ                                                                             |
| 60 | おおい雲               | 1971年9月27日 - 10月15日  | 石原慎太郎               | 須藤出穂   | 今村民路、由美かおる、中村翫右衛門、河原崎建三 |
| 61 | 藍の季節               | 1971年10月18日 - 10月29日 | 平岩弓枝                 | 田井洋子   | 長山藍子、杉村春子、瑳川哲朗、小沢栄太郎 |
| 62 | 挽歌                   | 1971年11月1日 - 11月5日   | 原田康子                 | 倉本聰     | 木村夏江、小山明子、佐藤慶、中村敦夫 |
| 63 | 廃墟にて               | 1971年11月8日 - 11月12日  | 有馬頼義                 | 矢代静一   | 藤村志保、宝生あやこ、井上孝雄、高林由紀子 |
| 64 | 長良川                 | 1971年11月15日 - 11月19日 | 豊田穰                   | 田中澄江   | 高橋幸治、井上昭文、坪内ミキ子、太田裕治 |
| 65 | 港の詩                 | 1971年12月6日 - 12月24日  | マルセル・パニョル       | 横光晃     | 木内みどり、山田桂子、伴淳三郎、寺尾聰、益田喜頓、曽我廼家明蝶、小松方正 |
| 66 | 夜の河                 | 1972年1月3日 - 1月7日     | 澤野久雄                 | 津上忠     | 山本富士子、鳳八千代、二谷英明、片岡仁左衛門 |
| 67 | 針女                   | 1972年1月10日 - 1月14日   | 有吉佐和子               | 向田邦子   | 佐久間良子、加東大介、山本亘、森繁久彌、賀原夏子 |
| 68 | 家族会議               | 1972年1月17日 - 1月28日   | 横光利一                 | 岡本克己   | 細川俊之、高橋長英、岡田可愛、野川由美子、大原麗子 |
| 69 | 霧の旗                 | 1972年2月14日 - 2月18日   | 松本清張                 | 石堂淑朗   | 岡田茉莉子、植木まり子、森雅之、柴田侊彦、加藤治子、千石規子、明石勤、柳永二郎、峰岸隆之介、根岸明美、草野大悟、横森久、立岡晃 |
| 70 | 黒い群像               | 1972年2月21日 - 2月25日   | ジョルジュ・シムノン     | 成田孝雄   | 川崎敬三、勝部演之、生田悦子、三谷昇 |
| 71 | 泉                     | 1972年2月28日 - 3月10日   | 岸田国士                 | 八木柊一郎 | 小川真由美、岡田英次、嵯川哲朗、荒木道子 |
| 72 | 白鳥の歌なんか聞えない | 1972年3月13日 - 3月24日   | 庄司薫                   | 山田正弘   | 荒谷公之、仁科明子、広瀬昌助、松本留美、寺田農、石立鉄男、中村芝鶴、中畑道子、清水将夫、寺田誠 |
| 73 | 火色                   | 1972年3月27日 - 3月31日   |                          | 水木洋子   | 北大路欣也、北林早苗、村松英子、岩本多代 |

### 銀河テレビ小説
|      | 作品名                                                 | 放送期間                  | 原作                        | 脚本                     | 主題歌                                                | 出演 |
| ---- | ------------------------------------------------------ | ------------------------- | --------------------------- | ------------------------ | ----------------------------------------------------- | --- |
| 1    | 楡家の人びと                                           | 1972年4月3日 - 6月30日    | 北杜夫                      | 石堂淑朗                 |                                                       | 岡田茉莉子、宇野重吉、浜畑賢吉、伊丹十三、柳生博 |
| 2    | それでも私は行く                                       | 1972年7月3日 - 7月28日    | 織田作之助                  | 茂木草介                 |                                                       | 藤間文彦、十朱幸代、岡田可愛、小島秀哉 |
| 3    | 若い人                                                 | 1972年7月31日 - 9月1日    | 石坂洋次郎                  | 高橋玄洋                 |                                                       | 石坂浩二、松坂慶子、香山美子、草笛光子、高橋悦史 |
| 4    | 愛について                                             | 1972年9月4日 - 9月29日    | 大岡昇平                    | 山内久                   |                                                       | 浅丘ルリ子、原田芳雄、松岡きっこ、藤間紫 |
| 5    | 更紗夫人                                               | 1972年10月2日 - 10月27日  | 有吉佐和子                  | 高橋玄洋                 |                                                       | 白川由美、鳳八千代、佐藤慶、島かおり |
| 6    | 女であること                                           | 1972年10月30日 - 12月1日  | 川端康成                    | 北條誠                   |                                                       | 山内明、大谷直子、ジュディ・オング、八千草薫 |
| 7    | うりずんの詩                                           | 1972年12月4日 - 12月29日  |                             | 茂木草介                 |                                                       | 大空真弓、木村功、藤岡琢也、うつみみどり |
| 8    | 体の中を風が吹く                                       | 1973年1月4日 - 2月2日     | 佐多稲子                    | 林秀彦                   |                                                       | 小川真由美、中尾彬、吉沢京子、新藤恵美 |
| 9    | 感傷夫人                                               | 1973年2月5日 - 3月2日     | 伊藤整                      | 八木柊一郎               |                                                       | 小山明子、伊藤孝雄、吉行和子、坂本真理 |
| 10   | 芳兵衛物語                                             | 1973年3月5日 - 3月30日    | 尾崎一雄                    | 杉山義法                 |                                                       | 高橋幸治、三浦真弓、森本レオ、伊藤幸子 |
| 11   | 波の塔                                                 | 1973年4月2日 - 5月11日    | 松本清張                    | 砂田量爾                 |                                                       | 加賀まりこ、浜畑賢吉、神山繁、山口いづみ、竹下景子 |
| 12   | すべって転んで                                         | 1973年5月14日 - 6月8日    | 田辺聖子                    | 須川栄三                 |                                                       | 三ツ矢歌子、戸浦六宏 |
| 13   | 生きて愛して                                           | 1973年6月1日 - 7月20日    |                             | 高橋玄洋                 |                                                       | 大空眞弓、片岡孝夫、中山克己、渡辺美佐子、水沢アキ |
| 14   | 天気晴朗なれど                                         | 1973年7月30日 - 9月7日    | 佐藤愛子                    | 佐藤愛子                 |                                                       | 木村功、京マチ子、春川ますみ、石田信之 |
| 15   | 何処へ                                                 | 1973年9月10日 - 10月5日   | 石坂洋次郎                  | 石坂洋次郎               |                                                       | 津坂匡章、水野久美、吉田日出子、山谷初男 |
| 16   | 宗方姉妹                                               | 1973年10月8日 - 11月2日   | 大仏次郎                    | 大仏次郎                 |                                                       | 清水将夫、近藤洋介、藤村志保、木村俊恵 |
| 17   | つらつら椿                                             | 1973年11月5日 - 11月30日  |                             |                          |                                                       | 酒井和歌子、うつみみどり、堀内正美 |
| 18   | 坂の上の家                                             | 1973年12月3日 - 12月28日  | 芹沢光治良                  | 高橋玄洋                 |                                                       | 加東大介、真屋順子、山田昌、天野有恒 |
| 19   | 三四郎                                                 | 1974年1月7日 - 2月1日     | 夏目漱石                    | 福田善之                 |                                                       | 沖雅也、千秋実、篠ヒロコ、林ゆたか |
| 20   | 恋とコーヒー                                           | 1974年2月4日 - 3月1日     | 獅子文六                    | 獅子文六                 |                                                       | 渡辺美佐子、竜崎勝、金子信雄、二宮さよ子 |
| 21   | 風の御主前                                             | 1974年3月4日 - 3月29日    | 大城立裕                    | 山田太一                 |                                                       | 高橋幸治、真木洋子、神谷義武、加藤嘉 語り：菊池南海子 |
| 22   | お元気ですか                                           | 1974年4月1日 - 5月17日    |                             | 平岩弓枝                 |                                                       | 淡島千景、小沢栄太郎、由美かおる、山本亘 |
| 23   | 言うたらなんやけど                                     | 1974年5月20日 - 6月28日   | 田辺聖子                    | 田辺聖子                 |                                                       | 藤田まこと、野川由美子、頭師孝雄 |
| 24   | 灯のうるむ頃                                           | 1974年7月8日 - 7月26日    | 遠藤周作                    | 横光晃                   |                                                       | 千秋実、南田洋子、小倉一郎、池上季実子、山口百恵 |
| 25   | 僕たちの失敗                                           | 1974年8月5日 - 9月13日    | 石川達三                    | 井手俊郎                 | 五輪真弓 「落日のテーマ」                             | 荻島眞一、酒井和歌子、伊佐山ひろ子、尾藤イサオ、吉田日出子 |
| 26   | 自我の構図                                             | 1974年9月16日 - 10月11日  | 三浦綾子                    | 三浦綾子                 |                                                       | 大空真弓、瑳川哲朗、林ゆたか、今出川西紀 |
| 27   | おおさか・三月・三年                                   | 1974年10月14日 - 11月22日 | 横光晃                      | 横光晃                   | 寺尾聰 「ほんとに久しぶりだね」                       | 寺尾聰、西山嘉孝、田渕岩夫、田島令子 |
| 28   | 黄色い涙                                               | 1974年11月25日 - 12月20日 | 永島慎二                    | 市川森一                 | 小椋佳 「海辺の恋」                                   | 森本レオ、下條アトム、岸部シロー、保倉幸恵、長澄修 |
| 29   | ドラマでつづる昭和シリーズ1 風雨強かるべし             | 1975年1月6日 - 1月17日    | 広津和郎                    | 服部佳                   |                                                       | 栗原小巻、篠田三郎、中野誠也、柳川由紀子 |
| 30   | ドラマでつづる昭和シリーズ2 青春～戦中派不戦日記より～ | 1975年1月20日 - 1月31日   | 山田風太郎                  | 石森史郎                 |                                                       | 神有介、柳生博、磯野洋子、竹井みどり |
| 31   | ドラマでつづる昭和シリーズ3 夜の王様                   | 1975年2月3日 - 2月14日    | 坂口安吾                    | 石堂淑朗                 |                                                       | 緒形拳、武原英子、石橋蓮司、山谷初男 |
| 32   | ドラマでつづる昭和シリーズ4 斜陽                       | 1975年2月17日 - 2月28日   | 太宰治                      | 高橋玄洋                 |                                                       | 八千草薫、水谷八重子、神山繁、山本圭 |
| 33   | ドラマでつづる昭和シリーズ5 永すぎた春                 | 1975年3月3日 - 3月14日    | 三島由紀夫                  | 中島丈博                 |                                                       | 西田健、香野百合子、山内明、河内桃子、市毛良枝 |
| 34   | ドラマでつづる昭和シリーズ6 江分利満氏の優雅な生活     | 1975年3月17日 - 3月28日   | 山口瞳                      | 山田太一                 |                                                       | 杉浦直樹、樫山文枝、佐藤宏之、佐野浅夫、中条静夫、水原英子 |
| 35   | 霧の視界                                               | 1975年4月7日 - 5月2日     | 大原富枝                    | 大原富枝                 |                                                       | 星由里子、内藤武敏、石田信之、高沢順子 |
| 36   | 帰らざる日々                                           | 1975年5月5日 - 5月30日    | パトリック・クエンティン    | 岩間芳樹                 | ソニア・ローザ 「帰らざる日々」                       | 児玉清、生田悦子、佐藤友美、前田武彦、宮本信子 |
| 37   | 女の森で                                               | 1975年6月2日 - 6月27日    | 水上勉                      | 高橋玄洋                 |                                                       | 中野良子、高岡健二、月丘夢路、堀越陽子、河津清三郎、桜田千枝子 |
| 38   | 崖                                                     | 1975年6月30日 - 8月7日    | 井上靖                      | 石堂淑朗                 | いしだあゆみ 「時には一人で」                         | 高橋幸治、神山繁、大出俊、横山道代、酒井和歌子 |
| 39   | さようならの夏                                         | 1975年8月18日 - 8月29日   |                             | 斎藤憐                   |                                                       | 藤岡弘、坂口良子、横山リエ、東野孝彦 |
| 40   | 家庭戦争                                               | 1975年9月1日 - 9月12日    |                             | 井上ひさし               |                                                       | 市原悦子、財津一郎、津坂まさあき、斎藤こず恵、ジャネット八田 |
| 41   | 青春のいたみ                                           | 1975年9月15日 - 10月10日  | 久米正雄                    | 三枝睦明                 |                                                       | 森田秀、三ツ木清隆、田島令子、剛たつひと |
| 42   | 遠きにありて                                           | 1975年10月13日 - 11月14日 |                             | 楠田芳子                 | 小椋佳 「遠きにありて」                               | 尾藤イサオ、三東ルシア、笠智衆、磯村みどり |
| 43   | いま日は海に                                           | 1975年11月17日 - 12月12日 | 曽野綾子                    | 曽野綾子                 |                                                       | 神保共子、津川雅彦、高林由紀子、中村俊一 |
| 44   | 雨やどり                                               | 1975年12月15日 - 12月26日 | 半村良                      | 宮本研                   | 小川知子                                              | 愛川欽也、小川知子、中原早苗、荒木道子 |
| 45   | となりの芝生                                           | 1976年1月5日 - 2月13日    |                             | 橋田壽賀子               |                                                       | 山本陽子、前田吟、大森暁美、名古屋章、赤木春恵、沢村貞子 |
| 46   | 凍河                                                   | 1976年2月16日 - 3月5日    | 五木寛之                    | 中島丈博                 | しばたはつみ 「凍った河」                             | 林隆三、桂木梨江、朝丘雪路、下元勉、高沢順子 |
| 47   | 駱駝の夢                                               | 1976年3月8日 - 3月26日    | 三浦哲郎                    | 岡本克己                 |                                                       | 米倉斉加年、藤田美保子、伊藤つかさ |
| 48   | 石坂洋次郎シリーズ 霧の中の少女                        | 1976年4月5日 - 4月9日     | 石坂洋次郎                  | 石堂淑朗                 |                                                       | 吉澤京子、森田健作、木村理恵、ハナ肇 |
| 49   | 石坂洋次郎シリーズ 乳母車                              | 1976年4月12日 - 4月16日   | 石坂洋次郎                  | 服部佳                   |                                                       | 檀ふみ、山内明、南風洋子、田中健 |
| 50   | 石坂洋次郎シリーズ 女の顔                              | 1976年4月19日 - 4月30日   | 石坂洋次郎                  | 山田正弘                 |                                                       | 中田喜子、乙羽信子、岡本富士太、清水章吾 |
| 51   | 居酒屋                                                 | 1976年5月3日 - 5月28日    | ゾラ                        | 茂木草介                 |                                                       | 樫山文枝、浜畑賢吉、井川比佐志、水野久美 |
| 52   | 櫻守                                                   | 1976年5月31日 - 6月25日   | 水上勉                      | 水上勉                   |                                                       | 田村高廣、林美智子、佐野周二、茶川一郎 |
| 53   | 影は崩れた                                             | 1976年6月28日 - 7月23日   | 陳舜臣                      | 岩間芳樹                 |                                                       | 大谷直子、藤村志保、内藤武敏、田中明夫、堀内正美 |
| 54   | ふるさとシリーズ1 夏の故郷                             | 1976年8月9日 - 8月20日    |                             | 山田太一                 | 荒井由実 「晩夏（ひとりの季節）」                     | 竹下景子、佐野浅夫、下條アトム、中北千枝子、夏八木勲、峰竜太、佐藤輝昭 |
| 55   | ふるさとシリーズ2 幻のぶどう園                         | 1976年8月23日 - 9月3日    |                             | 市川森一                 | 荒井由実 「晩夏（ひとりの季節）」                     | 尾藤イサオ、花沢徳衛、森本レオ、木内みどり、佐野浅夫、范文雀、日下武史 |
| 56   | 結婚しません                                           | 1976年9月6日 - 10月1日    | 山口瞳                      | 井手俊郎                 |                                                       | 二谷英明、香山美子、小栗一也、河原崎長一郎 |
| 57   | 紬の里                                                 | 1976年10月4日 - 10月22日  | 立原正秋                    | 茂木草介                 |                                                       | 三田佳子、土屋嘉男、香月京子、北城真記子、新藤恵美 |
| 58   | ある日鳥のように                                       | 1976年10月25日 - 11月26日 |                             | 楠田芳子                 | 大竹しのぶ 「ある日鳥のように」                       | 大竹しのぶ、寺尾聰、小野進也 |
| 59   | 巣箱                                                   | 1976年11月29日 - 12月24日 |                             | 岸宏子                   |                                                       | 藤間紫、潮哲也、森川千恵子、伊藤友乃 |
| 60   | 昭和の青春シリーズ1 オリンポスの果実                   | 1977年1月10日 - 1月21日   | 田中英光                    | 早坂暁                   |                                                       | 山本紀彦、萩尾みどり、梶芽衣子、内藤武敏 |
| 61   | 昭和の青春シリーズ2 春の城                             | 1977年1月24日 - 2月11日   | 阿川弘之                    | 下飯坂菊馬 加納守        |                                                       | 真野響子、神有介、永井智雄、佐野浅夫 |
| 62   | 昭和の青春シリーズ3 春の谷間                           | 1977年2月14日 - 3月4日    | 芹沢光治良                  | 田中澄江                 |                                                       | 酒井和歌子、竹下景子、村野武範、小松方正 |
| 63   | 昭和の青春シリーズ4 早春の光                           | 1977年3月7日 - 3月25日    | 曽野綾子 「二十一歳の父」   | 山田正弘                 | ビートルズ 「Yesterday」                              | 長門裕之、南風洋子、清水章吾、新藤恵美、重田尚彦 |
| 64   | わらの女                                               | 1977年4月4日 - 4月29日    | カトリーヌ・アルレー        | 関功                     | 来栖アンナ 「わらの女」                               | 大空眞弓、高橋幸治、三上寛、丹古母鬼馬二、加藤嘉 |
| 65   | 毎日が日曜日                                           | 1977年5月2日 - 5月27日    | 城山三郎                    | 城山三郎                 |                                                       | 山内明、戸川京子、郷ひろみ、白川由美、鳳八千代、中条静夫 |
| 66   | 夕ごはんたべた?                                        | 1977年5月30日 - 6月24日   | 田辺聖子                    | 田辺聖子                 |                                                       | 三橋達也、淀かおる、赤塚真人、藤井章満 |
| 67   | 女の一生                                               | 1977年6月27日 - 8月5日    | 森本薫                      | 茂木草介                 |                                                       | 樫山文枝、山岡久乃、山本圭、篠田三郎、伊佐山ひろ子、長門裕之 |
| 68   | ふるさとシリーズ1 夏草の輝き                           | 1977年8月8日 - 8月19日    |                             | 山田太一                 | 矢野顕子 「HELLO THERE」                              | 林隆三、長山藍子、佐野浅夫、今福将雄、牟田悌三、児島美ゆき、森山周一郎 |
| 69   | ふるさとシリーズ2 望郷の街                             | 1977年8月22日 - 9月2日    |                             | 笠原和夫                 |                                                       | 風間杜夫、高岡健二、佐藤友美、荒井注 |
| 70   | となりと私                                             | 1977年9月5日 - 10月7日    |                             | 橋田壽賀子               |                                                       | 前田吟、佐藤オリエ、葦原邦子、沢村貞子 |
| 71   | 仮縫                                                   | 1977年10月10日 - 11月4日  | 有吉佐和子                  | 高橋玄洋                 |                                                       | 真野響子、岸部一徳、木暮実千代、長塚京三 |
| 72   | 翔べない夜                                             | 1977年11月7日 - 12月2日   | パトリック・クエンティン    | 長田紀生                 |                                                       | 川津祐介、小山明子、范文雀、長尾峯子 |
| 73   | 友情                                                   | 1977年12月5日 - 12月23日  | 武者小路実篤                | 茂木草介                 |                                                       | 寺尾聰、津島恵子、長内美那子、荻島真一 |
| 74   | 新自由学校                                             | 1978年1月9日 - 2月3日     | 獅子文六                    | 松木ひろし               |                                                       | 中条静夫、秋野暢子、馬淵晴子、ひし美ゆり子、荒木道子 |
| 75   | 女たちの家                                             | 1978年2月6日 - 3月10日    | 織田作之助                  | 茂木草介                 |                                                       | 林美智子、芦屋雁之助、岸部一徳、田村亮、荒木道子、風吹ジュン、若宮大祐 |
| 76   | 凶水系                                                 | 1978年3月13日 - 3月24日   | 森村誠一                    | 砂田量爾                 |                                                       | 勝呂誉、倍賞美津子、三田和代、垂水悟郎、荒木道子 |
| 77   | 熱き涙を                                               | 1978年4月3日 - 4月28日    |                             | 楠田芳子                 |                                                       | 十朱幸代、宍戸錠、尾藤イサオ、乙羽信子 |
| 78   | ガラスの女                                             | 1978年5月8日 - 6月2日     | カトリーヌ・アルレー        | 関功                     | 石川セリ 「ガラスの女」                               | 小川真由美、谷隼人、風吹ジュン、加藤嘉 |
| 79   | 幸福の設計                                             | 1978年6月5日 - 6月30日    | 阿木慎太郎                  | 服部佳                   |                                                       | 高松英郎、白川由美、鈴木美江、原哲男 |
| 80   | ぼくの姉さん                                           | 1978年7月3日 - 7月28日    |                             | 高橋正圀                 |                                                       | 倍賞千恵子、太川陽介、米倉斉加年、赤木春恵、今福将雄、三田村賢二、上条恒彦、泉晶子、鈴木光枝、中山仁 |
| 81   | ふるさとシリーズ1 幸福駅周辺                           | 1978年7月31日 - 8月11日   |                             | 山田太一                 | 紙ふうせん 「風の翼に」                               | 佐野浅夫、木村理恵、武岡淳一、渡辺篤史、赤塚真人 |
| 82   | ふるさとシリーズ2 上野駅周辺                           | 1978年8月14日 - 8月25日   |                             | 山田太一                 | 紙ふうせん 「風の翼に」                               | 水島涼太、峰竜太、下條アトム、佐藤B作、篠ひろ子、藤原釜足 |
| 83   | 中年ちゃらんぽらん                                     | 1978年9月4日 - 9月29日    | 田辺聖子                    | 田辺聖子                 |                                                       | 藤木悠、鳳八千代、山城新伍、紀比呂子 |
| 84   | やけぼっくい                                           | 1978年10月2日 - 11月3日   |                             | 平岩弓枝                 |                                                       | 新珠三千代、小沢栄太郎、小泉博、葦原邦子、中田喜子、西村晃 |
| 85   | わかれ道                                               | 1978年11月6日 - 11月24日  | 遠藤周作                    | 石堂淑朗                 | 狩人 「愛ひとつ道しるべ」 「ひとときの哀愁」          | 島村佳江、原康義、下條正巳、山本學、三浦リカ |
| 86   | わたしの愛は                                           | 1978年11月27日 - 12月22日 | 茂木草介 （原案）           | 大西信行                 |                                                       | 樫山文枝、東野英心、寺田農、宮本信子 |
| 87   | 女の遺産                                               | 1979年1月8日 - 2月2日     |                             | 小幡欣治                 |                                                       | 竹下景子、金沢碧、なべおさみ |
| 88   | 冬の虹                                                 | 1979年2月5日 - 3月2日     |                             | 北村篤子                 |                                                       | 大楠道代、藤竜也、杉山とく子、南美江、緑魔子、森本レオ、三ツ木清隆 |
| 89   | ひそやかな日々を                                       | 1979年3月5日 - 3月23日    | 曽野綾子                    | 石森史郎                 |                                                       | 丹波義隆、追川泰子、蟹江敬三、高橋洋子 |
| 90   | 春の珍客                                               | 1979年4月2日 - 4月27日    |                             | 松木ひろし               |                                                       | 三ツ矢歌子、フランキー堺、岡田奈々、斉藤恵子、山田隆夫、入川保則、ホーン・ユキ、山本麟一 |
| 91   | 鳥獣の寺                                               | 1979年4月30日 - 5月11日   | 山村美紗                    | 宮本研 颯田逸郎 仲倉重郎 |                                                       | 三田佳子、岸部一徳、石橋蓮司、山城新伍、南原宏治、草野大悟、岡田可愛 |
| 92   | 人の気も知らないで                                     | 1979年5月14日 - 6月8日    |                             | 小松君郎                 |                                                       | 正司歌江、伴淳三郎、三浦リカ、花紀京、早崎文司 |
| 93   | 焚火                                                   | 1979年6月11日 - 7月6日    | 水上勉                      | 水木洋子                 |                                                       | 佐分利信、星由里子、下条アトム、金内喜久夫、関口宏、藤原釜足、根岸季衣 |
| 94   | 姉さんの子守唄                                         | 1979年7月9日 - 8月3日     | 高橋正圀                    | 高橋正圀                 | 倍賞千恵子 「姉さんの子守唄」                         | 倍賞千恵子、太川陽介、米倉斉加年 |
| 95   | ふるさとシリーズ1 家族日記                             | 1979年8月20日 - 9月7日    |                             | 田向正健                 | 松山千春 「夜明け」                                   | 松尾嘉代、二宮さよ子、川崎麻世 |
| 96   | ふるさとシリーズ2 海をわたって                         | 1979年9月10日 - 9月21日   |                             | 折戸伸弘                 | 松山千春 「夜明け」                                   | 田中健、秋野暢子、風間杜夫、森川正太 |
| 97   | 欲しがりません勝つまでは                               | 1979年9月24日 - 10月9日   | 田辺聖子                    | 杉山義法                 |                                                       | 藤山直美、高森和子、中村鴈治郎、山田吾一 |
| 98   | 幸せのとなり                                           | 1979年10月22日 - 11月30日 |                             | 橋田壽賀子               |                                                       | 大空眞弓、前田吟、児玉清、松原智恵子、大和田伸也、沢村貞子 |
| 99   | 花はなにいろ                                           | 1979年12月3日 - 12月21日  | アベ・プレヴォ              | 柴英三郎                 |                                                       | 中野良子、秋野太作、清水綋治、殿山泰司 |
| 100  | 太郎の青春                                             | 1980年1月7日 - 2月1日     | 曽野綾子                    | 窪田篤人                 | サーカス                                              | 広岡瞬、岸田今日子、長門裕之、篠ひろ子、石井めぐみ、塩沢とき、久米明、石田純一 |
| 101  | 冬の祝婚歌                                             | 1980年2月4日 - 2月29日    | 小泉喜美子                  | 椋露地桂子               |                                                       | 高橋洋子、本田博太郎、小山明子、ホーン・ユキ |
| 102  | おまさ                                                 | 1980年3月3日 - 3月28日    |                             | 岸宏子                   |                                                       | 野川由美子、河原崎長一郎、山田昌、尾藤イサオ |
| 103  | 陽炎の女                                               | 1980年4月7日 - 5月2日     | ジェームズ・M・ケイン       | 山田正弘                 |                                                       | 島田楊子、山口崇、中丸忠雄、八木昌子、沖雅也、金子信雄 |
| 104  | 御堂筋の春                                             | 1980年5月5日 - 5月30日    | 河島英五 「旅のわすれもの」 | 佐々木守 松尾剛          |                                                       | 三浦洋一、浅野温子、伴淳三郎、火野正平、下條アトム、木村理恵、丘みつ子、古尾谷雅人 |
| 105  | 姉さんは腕まくり                                       | 1980年6月2日 - 6月27日    |                             | 高橋正圀                 | 倍賞千恵子、太川陽介 「ぼくの街よ おはよう」          | 倍賞千恵子、太川陽介、米倉斉加年、赤木春恵 |
| 106  | もず                                                   | 1980年6月30日 - 7月25日   |                             |                          |                                                       | 池内淳子、竹下景子、佐々木すみ江、渡辺文雄、西岡慶子 |
| 107  | ガラスのうさぎ                                         | 1980年8月18日 - 9月5日    | 高木敏子                    | 楠田芳子                 |                                                       | 高部知子、大橋芳枝、日色ともゑ、小林千登勢 |
| 108  | 極楽日記                                               | 1980年9月8日 - 10月3日    | 茂木草介                    | 茂木草介                 |                                                       | 丘みつ子、初井言榮、宝生あやこ、芦屋雁之助 |
| 109  | ふるさとシリーズ 嫁っこは、いねが                      | 1980年10月6日 - 10月17日  |                             | 杉山義法                 |                                                       | 中村雅俊、伴淳三郎、栗田よう子、桜むつ子 |
| 110  | 愛さずにはいられない                                   | 1980年10月20日 - 11月7日  |                             | ジェームス三木           |                                                       | 川谷拓三、根岸季衣、横光克彦、賀原夏子、沢田雅美、太宰久雄、牟田悌三、大坂志郎 |
| 111  | 優しさごっこ                                           | 1980年11月10日 - 12月5日  | 今江祥智                    | 冨川元文                 |                                                       | 山本圭、牛原千恵、藤田弓子、岸部一徳、岡江久美子、左時枝、早崎文司 |
| 112  | 海辺の家族                                             | 1980年12月8日 - 12月26日  |                             | 宮崎晃                   |                                                       | 松原智恵子、水島涼太、藤岡弘、笠智衆 |
| 113  | 復活                                                   | 1981年1月5日 - 1月30日    | トルストイ                  | 山内久                   |                                                       | 原田美枝子、篠田三郎、加藤嘉、宇津宮雅代、岡崎友紀、角野卓造、小鹿番、岡本麗、西岡徳馬 |
| 114  | 現代夫婦考                                             | 1981年2月2日 - 2月27日    | 岡田誠三                    | 松田暢子                 |                                                       | フランキー堺、夢路いとし、浅野ゆう子、根上淳、中村玉緒、升毅、橋爪功 |
| 115  | 風の盆                                                 | 1981年3月2日 - 3月27日    |                             | 西沢裕子                 |                                                       | 梶芽衣子、岡本富士太、大門正明 |
| 116  | 太郎の卒業                                             | 1981年4月6日 - 5月1日     | 曽野綾子                    | 窪田篤人                 |                                                       | 広岡瞬、早川里美、萩尾みどり、加藤健一、石丸謙二郎、長門裕之、岸田今日子 |
| 117  | 青春戯画集                                             | 1981年5月4日 - 5月29日    |                             | 中島丈博                 |                                                       | 小林薫、鹿賀丈史、樋口可南子、内田朝雄、馬淵晴子、藤田弓子、ジャネット八田 |
| 118  | 愛・信じたく候                                         | 1981年6月1日 - 6月26日    |                             | 中島丈博                 |                                                       | 奥田瑛二、藤真利子、下元勉、沢村貞子 |
| 119  | 煙が目にしみる                                         | 1981年6月29日 - 7月24日   |                             | ジェームス三木           |                                                       | 川谷拓三、根岸季衣、田坂都、誠直也、松村達雄、賀原夏子、佐藤B作、宮脇康之、菅井きん |
| 120  | 鏡の中の女                                             | 1981年8月17日 - 9月11日   | ミシェル・ルブラン          | 田波靖男                 | ソニア・ローザ 「鏡の中の女」                         | 児玉清、多岐川裕美、風間杜夫、役所広司、蟹江敬三、佐竹明夫 |
| 121  | 女の日時計                                             | 1981年9月14日 - 10月9日   | 田辺聖子                    | 椋露地佳子               |                                                       | 関根恵子、清水健太郎、山本亘、千秋実 |
| 122  | まわりみち                                             | 1981年10月12日 - 10月30日 |                             | 冨川元文                 |                                                       | 伊東四朗、野川由美子、殿山泰司、新村礼子、浅利香津代 |
| 123  | ふたりでひとり                                         | 1981年11月2日 - 12月4日   |                             | 布勢博一                 |                                                       | 渡瀬恒彦、小磯勝弥、織本順吉、范文雀、森本レオ |
| 124  | 祈願満願                                               | 1981年12月7日 - 12月25日  |                             | 岸宏子                   |                                                       | 山田昌、伊藤友乃、谷川みゆき、柳生博 |
| 125  | 天からやって来た猫                                     | 1982年1月4日 - 1月29日    | 塩田丸男                    | 横光晃                   |                                                       | 長門裕之、草笛光子、穂積隆信、石田太郎、中村梅雀、古舘ゆき |
| 126  | 冬の稲妻                                               | 1982年2月1日 - 2月26日    |                             | 北村篤子                 |                                                       | 近藤正臣、萩尾みどり、加賀まりこ、加藤嘉 |
| 127  | めぐり逢いて                                           | 1982年3月1日 - 3月26日    |                             | 楠田芳子                 | 榊原まさとし 「明日…あざやか」                        | 紺野美沙子、三浦浩一、高原駿雄、谷隼人 |
| 128  | 憤激の恋                                               | 1982年4月5日 - 4月30日    | 佐藤愛子                    | 田中澄江                 |                                                       | 白川由美、三橋達也、奥田瑛二、丹阿弥谷津子、千石規子、岸田今日子 |
| 129  | 道頓堀川                                               | 1982年5月3日 - 5月28日    | 宮本輝                      | 砂田量爾                 |                                                       | 藤田まこと、金田賢一、辺見マリ、内藤剛志、松原千明、浜崎満 |
| 130  | 聖者が街にやって来た                                   | 1982年5月31日 - 6月25日   | 井上ひさし                  | 竹内日出男               |                                                       | 大橋吾郎、長谷直美、松尾嘉代、三浦洋一 |
| 131  | 新東京物語                                             | 1982年6月28日 - 7月23日   | 野田高梧 小津安二郎         | 立原りゅう               |                                                       | 大友柳太朗、長岡輝子、檀ふみ、馬淵晴子、神山繁、名古屋章 |
| 132  | 夏に逝く女                                             | 1982年8月9日 - 9月3日     | ルイ・C・トーマ             | 福田陽一郎               | ソニア・ローザ 「夏に逝く女」                         | 名取裕子、鹿賀丈史、浅茅陽子、鈴木瑞穂、 |
| 133  | 日の出食堂の青春                                       | 1982年9月13日 - 10月8日   | はるき悦巳                  | 鹿水晶子                 |                                                       | 太川陽介、熊谷真実、柴俊夫、升毅、藤田弓子、平淑恵、岩本多代、原哲男、大村崑 |
| 134  | 北航路                                                 | 1982年10月11日 - 10月29日 |                             | 寺内小春                 | ミッキー吉野 「時をこえて」                           | 永島敏行、星野知子、大坂志郎、白都真理、相原一夫 |
| 135  | 半分正しい                                             | 1982年11月1日 - 11月26日  | 横光晃                      | 横光晃                   |                                                       | 細川俊之、佐藤オリエ、伊藤かずえ、真行寺君枝、沼田爆、茅島成美 |
| 136  | 本日開店                                               | 1982年11月29日 - 12月27日 |                             | 佐々木守                 |                                                       | 酒井和歌子、有島一郎、森本レオ、天野鎮雄 |
| 137  | 夢見る頃を過ぎても                                     | 1983年1月4日 - 1月28日    |                             | ジェームス三木           |                                                       | 十朱幸代、加藤健一、梅宮辰夫、高田純次、なべおさみ、朝丘雪路、松村達雄 |
| 138  | かぐわしき日々の歌                                     | 1983年1月31日 - 2月25日   |                             | 中島丈博                 | ビゼー 「アルルの女」より                             | 藤谷美和子、安藤一夫、かたせ梨乃、ジョニー大倉、江波杏子、中村嘉葎雄 |
| 139  | 旅びと                                                 | 1983年2月28日 - 3月25日   |                             | 岸宏子                   |                                                       | 山田昌、浅利香津代、谷村昌彦、下塚誠、内藤武敏 |
| 140  | あなたに首ったけ                                       | 1983年4月4日 - 4月29日    |                             | ジェームス三木           |                                                       | 根岸季衣、三浦洋一、小木茂光、鷲尾真知子、哀川翔、なべおさみ、牟田悌三、松村達雄 |
| 141  | がんばったンねん                                       | 1983年5月2日 - 5月27日    | 橋本憲一                    | 篠崎好                   |                                                       | 国広富之、友里千賀子、立石凉子、萩尾みどり、戸浦六宏、下川辰平 |
| 142  | やつらの戦い1                                          | 1983年5月30日 - 6月24日   |                             | 田向正健                 |                                                       | 西村晃、中井貴惠、市村羽左衛門、金子信雄、浜村純、岩本多代、磯部勉、河原崎長一郎、高峰三枝子 |
| 143  | パパ スカートはいてよ                                  | 1983年6月27日 - 7月22日   | 竹中美弘                    | 楠田芳子                 |                                                       | 菅原文太、沖田浩之、千秋実、檀ふみ、范文雀、大和田伸也、高松英郎 |
| 144  | 夏季特集 つかこうへいのかけおち'83                     | 1983年7月25日 - 7月29日   |                             | つかこうへい             |                                                       | 大竹しのぶ、長谷川康夫、北村和夫、沖雅也、平田満、萩原流行 |
| 145  | ふるさとシリーズ 明日はどっちだ                        | 1983年8月22日 - 9月9日    |                             | 丸山昇一                 | 来生たかお 「グッバイドリーム」                       | 松崎しげる、正司歌江、MIE、ケーシー高峰、栗田よう子 |
| 146  | 宵待草                                                 | 1983年9月12日 - 10月7日   |                             | 中島丈博                 |                                                       | 樋口可南子、真野あずさ、岩崎加根子、奥田瑛二、村上弘明 |
| 147  | 青春前後不覚                                           | 1983年10月10日 - 11月4日  | 東海林さだお                | 冨川元文                 |                                                       | 金田賢一、古手川祐子、三國一朗、加藤治子 |
| 148  | 歳月                                                   | 1983年11月7日 - 12月2日   |                             | 高橋玄洋                 |                                                       | 島田陽子、中井貴一、黒沢俊男、神山繁、河内桃子、仲谷昇 |
| 149  | 今ぞ恋しき                                             | 1983年12月5日 - 12月23日  |                             | 重森孝子                 | 五輪真弓 「野性の涙」                                 | 田中好子、大村波彦、山田昌、桜井センリ、菅井きん |
| 150  | 陽だまり横丁のラブソング                               | 1984年1月5日 - 1月27日    |                             | 高橋正圀                 |                                                       | 船越英二、紺野美沙子、朝丘雪路、太川陽介 |
| 151  | いけずごっこ                                           | 1984年1月30日 - 2月24日   |                             | 山田正弘                 |                                                       | 岡田裕介、丘みつ子、荒木道子、内藤剛志 |
| 152  | やどかりは夢をみる                                     | 1984年2月27日 - 3月23日   | 風間京子                    | 金子成人                 | 三浦浩一＆WINDY 「卒業」                              | 三浦浩一、宮崎美子、和泉雅子、高橋長英 |
| 153  | 花丸銀平                                               | 1984年4月2日 - 4月27日    | ジェームス三木              | ジェームス三木           |                                                       | 細川俊之、音無美紀子、なべおさみ、荒井注、岡本信人、鷲尾真知子、松村達雄、松金よね子 |
| 154  | 愛してよろしいですか                                   | 1984年5月7日 - 6月1日     | 田辺聖子                    | 北村篤子                 |                                                       | 三林京子、時任三郎、岸部一徳、山田スミ子、山城新伍 |
| 155  | 迷惑かけてありがとう                                   | 1984年6月4日 - 6月24日    | たこ八郎                    | 冨川元文                 |                                                       | 柄本明、伊藤蘭、由利徹、沢村貞子 |
| 156  | 下町探偵局                                             | 1984年7月2日 - 7月27日    | 半村良                      | 山田正弘                 |                                                       | 愛川欽也、香山美子、賀原夏子、左時枝、名古屋章 |
| 157  | 夏季特集 思い出トランプ                                | 1984年8月27日 - 8月31日   | 向田邦子                    | 向田邦子                 |                                                       | 浅丘ルリ子、岸本加世子、杉浦直樹、森光子、樫山文枝、加藤治子 |
| 158  | 新・青春戯画集                                         | 1984年9月3日 - 9月28日    |                             | 中島丈博                 |                                                       | 秋吉久美子、村上弘明、江波杏子、蟹江敬三 |
| 159  | 幸福戦争                                               | 1984年10月1日 - 10月26日  |                             | 高橋玄洋                 |                                                       | 池内淳子、佐藤オリエ、山咲千里、富士真奈美、中条静夫 |
| 160  | ふるさとシリーズ 港駅                                  | 1984年10月29日 - 11月9日  |                             | 高橋正圀                 | 中村雅俊 「ナチュラル〜愛の素顔」                     | 中村雅俊、長谷川真弓、三ツ木清隆、桜井センリ |
| 161  | 純情長良川                                             | 1984年11月12日 - 11月30日 |                             | 松原敏春                 |                                                       | 梶芽衣子、大橋吾郎、山谷初男、内藤剛志 |
| 162  | 新宿ものがたり                                         | 1984年12月3日 - 12月14日  |                             | 草部和子                 |                                                       | 香川京子 |
| 163  | やつらの戦い2                                          | 1985年1月7日 - 2月1日     |                             | 田向正健                 |                                                       | 西村晃、中井貴惠、市村羽左衛門、金子信雄、浜村純、磯部勉、岩本多代、奈美悦子、河原崎長一郎、高峰三枝子 |
| 164  | 季節はずれの蜃気楼                                     | 1985年2月4日 - 3月1日     |                             | 金子成人                 |                                                       | 桜田淳子、中村敦夫、小林聡美、梅津栄、平泉成、樫山文枝 |
| 165  | 二度のお別れ                                           | 1985年3月4日 - 3月22日    | 黒川博行                    | 東理夫 東多江子          |                                                       | 曽我廼家文童、門田頼命、安奈淳、平淑恵、松居一代 |
| 166  | 男が家を出るとき                                       | 1985年4月1日 - 5月17日    |                             | 橋田壽賀子               |                                                       | 宇津井健、白川由美、篠田三郎、児島美ゆき、土田早苗、高森和子 |
| 167  | 夢で愛して                                             | 1985年5月20日 - 6月14日   |                             | 北村篤子                 |                                                       | 中条きよし、山咲千里、岸部一徳、内田朝雄 |
| 168  | 父（パッパ）からの贈りもの                             | 1985年6月17日 - 7月12日   | 長岡輝子                    |                          |                                                       | 斎藤由貴、細川俊之、辰巳琢郎、渡辺美佐子 |
| 169  | たけしくん、ハイ!                                      | 1985年7月15日 - 8月2日    | ビートたけし                | 布勢博一                 |                                                       | 小磯勝弥、林隆三、木の実ナナ、趙方豪、松田洋治、千石規子 |
| 170  | 夏季特集 朗読ドラマ 男どき女どき                       | 1985年8月5日 - 8月8日     | 向田邦子                    | 内舘牧子 （構成）        |                                                       | 岸本加世子、長塚京三、平泉成、石田太郎、高橋長英、花沢徳衛 |
| 171  | 暗闇のセレナーデ                                       | 1985年9月9日 - 10月4日    | 黒川博行                    | 東多江子                 |                                                       | 原田美枝子、熊谷真実、大楠道代、伊武雅刀 |
| 172  | ひとりごとの時代                                       | 1985年10月14日 - 11月8日  |                             | 平岩弓枝                 |                                                       | 樋口可南子、益田喜頓、岡本信人、左時枝、奈良岡朋子、葦原邦子 |
| 173  | もういちど春                                           | 1985年11月18日 - 12月6日  |                             | 岸宏子                   |                                                       | 山田昌、名古屋章、大和田獏、加茂さくら、井原千寿子、前田武彦、森山周一郎、伊藤友乃、多田木良、樫山久美子 |
| 174  | 家族は何をする人ぞ                                     | 1986年1月6日 - 1月31日    |                             | 横光晃                   |                                                       | 中条静夫、草笛光子、川上麻衣子、柳生博、堤大二郎 |
| 175  | まんだら屋の良太                                       | 1986年2月3日 - 2月21日    | 畑中純                      |                          | 杉本哲太 「九鬼谷の子守唄」                           | 杉本哲太、石野陽子、中原理恵、由利徹 |
| 176  | 清水みなとストーリー                                   | 1986年2月24日 - 3月21日   | 村松友視                    | 長坂秀佳                 | センチメンタル・シティ・ロマンス 「デイ・バイ・デイ」 | 柴田恭兵、沖直美、もたいまさこ、山口未知、かたせ梨乃、伊藤友乃、荒井注、金子信雄 |
| 177  | 下町三人娘                                             | 1986年4月7日 - 5月2日     |                             | 田向正健                 |                                                       | 高峰三枝子、北林谷栄、南美江、中村伸郎、浜村純、七瀬なつみ、菊地陽子、佐野量子 |
| 178  | 風を愛して                                             | 1986年5月5日 - 5月30日    |                             | 北村篤子                 | 桑名正博 「風を愛して」                               | 檀ふみ、近藤正臣、松あきら、桑名正博、岸部一徳 |
| 179  | 月なきみ空の天坊一座                                   | 1986年6月2日 - 6月20日    | 井上ひさし                  |                          |                                                       | 川谷拓三、浅茅陽子、すまけい、アパッチけん(中本賢) |
| 180  | 主夫物語                                               | 1986年6月23日 - 7月18日   |                             | 小山内美江子             |                                                       | 渡瀬恒彦、佐藤オリエ、丹波哲郎、原日出子、森本レオ |
| 181  | 続・たけしくん、ハイ!                                  | 1986年7月21日 - 8月8日    | ビートたけし                | 布勢博一                 |                                                       | 小磯勝弥、林隆三、木の実ナナ、後藤久美子、趙方豪、松田洋治、千石規子 |
| 182  | 妻・愛は迷路                                           | 1986年9月1日 - 9月26日    | 藤本義一                    | 金井貴一                 |                                                       | 姿晴香、星由里子、大村崑、榎木孝明、真行寺君枝、ちあきなおみ、夏八木勲、四谷シモン、明日香尚ほか |
| 183  | ときめき ああ青函連絡船                                | 1986年9月29日 - 10月10日  |                             | 川内康範                 |                                                       | 安田成美、井川比佐志、大滝秀治、太川陽介、磯村みどり、大橋吾郎、益田喜頓、文野朋子、加藤健一、尾藤イサオ、大橋吾郎、大塚良重、根本りつ子、七尾伶子、清水章吾、森三平太、小野進也、松阪隆子、佐藤恵利、蝦名由紀子、原一平、佐藤京一、中尾麻祐子 |
| 184  | 故郷はみどり                                           | 1986年10月13日 - 10月31日 | 田中晶子                    | 横田与志                 |                                                       | 風間杜夫、市毛良枝、伊藤友乃ほか |
| 185  | 愛の短編ドラマシリーズ                                 | 1986年11月10日 - 11月14日 |                             |                          |                                                       | |
| 186  | まんが道                                               | 1986年11月17日 - 12月5日  | 藤子不二雄                  | 布勢博一                 | 竹本孝之 「HOLD YOUR LAST CHANCE」                    | 竹本孝之、長江健次、富士真奈美、天地総子、小倉一郎、イッセー尾形、木原光知子、蟹江敬三、江守徹 |
| 187  | 金婚式                                                 | 1987年1月5日 - 1月23日    |                             | 佐藤繁子                 |                                                       | 京マチ子、松村達雄、鹿賀丈史、范文雀、鳥居かほりほか |
| 188  | かなかな虫は天の蟲                                     | 1987年1月26日 - 2月20日   |                             | 金子成人                 |                                                       | 三浦浩一、宮崎美子、和泉雅子、梅津栄、原泉、河原崎建三、天野有恒、坂本あきら、たかべしげこ、高倉美貴、松原実智子、西田健 |
| 189  | おんなの時代                                           | 1987年2月23日 - 3月13日   |                             |                          |                                                       | 浅茅陽子、柴俊夫、田中好子、児玉清 |
| 190  | はねっかえり純情派                                     | 1987年4月6日 - 5月1日     |                             |                          |                                                       | 紺野美紗子、荻野目慶子、渡辺徹、三浦浩一 |
| 191  | わが歌ブギウギ                                         | 1987年5月11日 - 6月5日    |                             |                          |                                                       | 順みつき、海原小浜、かたせ梨乃、藤吉久美子、山本圭、川野太郎、大村崑、森光子 |
| 192  | 男の子育て日記                                         | 1987年6月8日 - 7月3日     |                             | 小山内美江子             |                                                       | 渡瀬恒彦、長山藍子、丹波哲郎、橋爪功、梓みちよ、下条正巳 |
| 193  | 四捨五入殺人事件                                       | 1987年7月6日 - 7月24日    | 井上ひさし                  | 冨川元文                 |                                                       | 中村雅俊、中条静夫、大竹まこと、左右田一平、今福正雄 |
| 194  | まんが道・青春篇                                       | 1987年7月27日 - 8月14日   | 藤子不二雄                  | 布勢博一                 | 竹本孝之 「HOLD YOUR LAST CHANCE」                    | 竹本孝之、長江健次、河島英五、松田洋治、高木美保、鈴木保奈美、水前寺清子、松村彦次郎、江守徹、ケーシー高峰、伊東四朗 |
| 195  | お入学                                                 | 1987年8月31日 - 10月9日   | 和田はつ子                  | 橋田壽賀子               |                                                       | 山本陽子、伊武雅刀、美木良介、東てる美、吉行和子、長内美那子、高森和子、菅井きん、日下武史、高松英郎 |
| 196  | おとんぼ                                               | 1987年10月12日 - 11月6日  |                             | 重森孝子                 |                                                       | ミヤコ蝶々、村上弘明、岡田奈々、杉浦直樹、曽我廼家文童、江本孟紀、石野陽子、渋谷天笑、谷真左茂、岩本多代、岩田直二 |
| 197  | 名古屋ラブソング                                       | 1987年11月9日 - 11月27日  |                             | 岸宏子                   | ディーン・マーティン 「ダイナ」                       | 山田昌、高橋悦史、坂上忍、浅野ゆう子、内藤剛志、伊藤友乃 |
| 198  | 短編ドラマシリーズ家族                                 | 1987年11月30日 - 12月4日  |                             |                          |                                                       | |
| 199  | 独身送別会                                             | 1988年1月4日 - 1月22日    | 中島丈博                    | 中島丈博                 |                                                       | 尾美としのり、小倉久寛、中村久美、小牧彩里、高沢順子、小坂一也、加藤武、佐々木すみ江、戸川純、安藤一夫、ガッツ石松、栗田陽子ほか |
| 1200 | 八十日目だなも                                         | 1988年1月25日 - 2月19日   |                             | 冨川元文                 |                                                       | 柳葉敏郎、未來貴子、千秋実、佐川満男 |
| 201  | 裸足のシンデレラ                                       | 1988年2月22日 - 3月11日   | 難波利三                    | 東多江子                 |                                                       | 沢口靖子、黒木瞳、川谷拓三、藤田弓子、吉田日出子、松尾貴史 |
| 202  | しあわせ志願                                           | 1988年4月4日 - 4月29日    | 林真理子                    | 小林政広                 | 原田知世 「本日晴天」                                 | 原田知世、柳生博、加賀まりこ、竹内力、村上里佳子 |
| 203  | お父さん入門                                           | 1988年5月9日 - 6月3日     |                             | 小山内美江子             |                                                       | 渡瀬恒彦、夏木マリ、松村達雄、南果歩、二宮さよ子、綿引勝彦 |
| 204  | 悲しみだけが夢をみる                                   | 1988年6月6日 - 7月1日     |                             | 市川森一                 | 富田靖子 「夢の町へ」                                 | 富田靖子、有森也実、髙嶋政宏、淡島千景、田村高廣、柴俊夫 |
| 205  | 親の出る幕                                             | 1988年7月4日 - 7月22日    |                             | 布施博一                 | 牧村三枝子 「明日川」                                 | 田中好子、佐藤慶、国広富之、太川陽介、水島かおり、山田昌 |
| 206  | 総務部総務課山口六平太                                 | 1988年7月25日 - 8月12日   | 林律雄                      | 仲倉重郎                 |                                                       | 堤大二郎、高田純次、久本雅美、林家こぶ平、星遥子、中田喜子、金子信雄 |
| 207  | 素晴らしき帰郷                                         | 1988年8月29日 - 9月16日   |                             | 高橋正圀                 | 吉幾三 「帰郷」                                       | 吉幾三、浅茅陽子、羽賀健二、高木美保、大竹まこと、中村竹弥 |
| 208  | わが歌・我愛你                                         | 1988年10月3日 - 10月28日  |                             | 小野田勇                 | 羽根知里 「我愛ニイ」                                 | 北大路欣也、眞野あずさ、羽根知里、尾藤イサオ、鷲生功、北村英三、栗塚旭 |
| 209  | 殿様ごっこ                                             | 1988年10月31日 - 11月18日 | 山口洋子                    | 冨川元文                 | 上田正樹 「深夜トランスファ」                         | 桃井かおり、夏樹陽子、小林稔侍、西川峰子、阿藤快、田島令子、山本耕史 |
| 210  | 新橋烏森口青春篇                                       | 1988年11月21日 - 12月9日  | 椎名誠                      | 黒土三男                 | 長渕剛 「逆流」                                       | 緒形直人、布施博、吉川十和子、松田洋治、イッセー尾形、伊東四朗 |
| 211  | 道づれ                                                 | 1988年12月12日 - 12月15日 |                             | 寺内小春                 |                                                       | 朝丘雪路、小林稔侍、野際陽子、西村晃、村井国夫、小野みゆき |
| 212  | 短編シリーズふるさと                                   | 1988年12月19日 - 12月23日 |                             |                          |                                                       | |
| 213  | 母の言いぶん                                           | 1989年1月9日 - 1月27日    | 高森和子                    |                          |                                                       | 遥くらら、高森和子 |
| 214  | あるときは妻                                           | 1989年1月30日 - 2月17日   |                             | 佐藤繁子 （松平繁子）    |                                                       | 京マチ子、中条静夫、柴俊夫、大谷直子、馬渕晴子、青木秋美、森本レオ、結城美栄子、原泉（原泉子）、土家里織、工藤正貴、左右田一平 |
| 215  | 黒潮に乾杯!                                            | 1989年2月20日 - 3月17日   |                             |                          |                                                       | 三浦浩一、宮崎美子、平田満、和泉雅子、佐々木すみ江、梅津栄、天野有恒、石田登星、大下絵美 |